# Franklin-Gletscher-Vulkan
Der Franklin-Gletscher-Vulkan (engl. Franklin Glacier Complex) ist ein mehr als 2000 m hoher, stark erodierter Vulkan im Südwesten der kanadischen Provinz British Columbia.

## Geographie
Der Franklin-Gletscher-Vulkan liegt in der Waddington Range, einer Teilkette der Pacific Ranges in den Coast Mountains.:117 Der ehemalige Vulkan gehört zum Canadian Cascade Arc, genauer liegt er an der Grenze von Pemberton-Vulkangürtel und Garibaldi-Vulkangürtel, etwa 65 km nordwestlich von Kingcome. Der fast unbekannte Vulkankomplex befindet sich in Nachbarschaft zum Franklin-Gletscher nahe dem Mount Waddington. Aufgrund seiner durchgängig beträchtlichen Höhe ist ein großer Teil des Komplexes von Gletschereis bedeckt. Der Franklin-Gletscher-Vulkan erstreckt sich über ein etwa elliptisches, von Nordwest nach Südost orientiertes Gebiet von 130 km² bei einer maximalen Länge von zwanzig und einer maximalen Breite von sechs Kilometern.:60
Die magmatische Aktivität des Franklin-Gletscher-Vulkans war vor von etwa vier Millionen Jahren im Spät-Miozän bis ins Alt-Pleistozän ausgeprägt, wobei sich der jüngste ermittelte Vulkanausbruch vor etwa 2,2 Millionen Jahren ereignete. Das Vorhandensein von Thermalquellen in der Nähe des Komplexes legt jedoch nahe, dass immer noch heißes Magma vorhanden ist. Das Gebiet ist deshalb für die Nutzung der Geothermie äußerst interessant.
Das Gebiet des Franklin-Gletscher-Vulkans liegt im sogenannten Range 2 Coast Land District von British Columbia. Das Gelände erstreckt sich auf mehr als 2000 m Höhe mit dem 18 km langen talfüllenden Franklin-Gletscher, der in einem Eisfeld unterhalb der Westwand des Mount Waddington beginnt.:23
Der Franklin-Gletscher-Vulkan war bis zu dessen Rückzug vor etwa 13.000 Jahren vom Kordilleren-Eisschild bedeckt. Seitdem schob sich der Franklin-Gletscher im gesamten Holozän mehrfach vor und zog sich wieder zurück. Es scheint, er sei zu Beginn des Holozäns in einer Warmzeit zurückgewichen, was von Vorstößen vor 6.300, 5.400, 4.600, 4.100, 3.100, 2.400, 1.500, 800 und 600 Jahren gefolgt wurde. Die Zeiten der Ausdehnung korrespondieren mit niedrigen Sommertemperaturen, allgemein feuchten Bedingungen und erhöhten Niederschlägen.

## Geologie
Am Franklin-Gletscher-Vulkan wurde nur wenig geologische Forschung betrieben, weshalb das Wissen über ihn recht gering ist. Die vulkanischen Gesteine des Franklin-Gletscher-Vulkans bestehen vorrangig aus dazitischer Brekzie, kleineren dazitschen Lavaflüssen und einigen Überresten aus Hornblende-Andesit. Das Fehlen von Bims, glasartigen Blöcken oder Bomben in der Brekzie legt nahe, dass sie von epiplastischem Ursprung ist und möglicherweise während des Zusammenbruchs und Auffüllens einer Caldera gebildet wurde. Der Vulkankomplex wurde daher auch als Caldera oder kesselartige Senke beschrieben.:260, 261 Starke Erosion des Vulkangesteins ließ eine Reihe subvulkanischer Biotit-Quarz-Porphyr-, biotitischer Quarz-Feldspat-Porphyr- und Quarz-Monzonit-Plutonen und Dyke-Schwärmen an die Oberfläche treten. Sie wurden in zerbrochene und hydrothermisch veränderte mesozoische bis frühtertiäre granitische und metamorphe Gesteine intrudiert.
Der Vulkankomplex liegt auf den einander überlappenden Ausläufern des Garibaldi- und des Pemberton-Vulkangürtels, welche in den vergangenen 29 Millionen Jahren durch den Magmatismus an der Subduktionszone entlang des Cascade Volcanic Arc entstanden.:27, 30:232, 233, 235 Zwei separate Abschnitte der magmatischen Aktivität wurden am Franklin-Gletscher-Vulkan identifiziert. Der erste Abschnitt vor etwa 6,8 Millionen Jahren war verbunden mit einer zentralen Einlagerung eines verlängerten Quarz-Monzonit-Stocks.:2,8 Die Vorkommen von mindestens fünf porphyrischen und Übergangs-Gang-typischen Mineralen wurden in diesem Zeitraum abgelagert. Eine Serie kleinerer Intrusionen wurden während der zweiten magmatischen Phase vor 2,2 bis 3,9 Millionen Jahren eingelagert, von denen wenigstens einige die Quellen des darüberliegenden vulkanischen Pfeilers waren. Der Franklin-Gletscher-Vulkan ist bedeutend älter als die benachbarte Silverthrone Caldera im Nordwesten.
Unmittelbar westlich des Franklin-Gletscher-Vulkans gibt es in den Tälern einige Thermalquellen. Am Canyon Lake nährt eine der Thermalquellen ein kleines Fließgewässer, das am Südostufer in den See mündet. Eine einzige Temperaturmessung an dieser Quelle ergab 58 °C, während die Temperaturen des Hoodoo Creek und der Pinter-Quelle unbekannt bleiben. Das Vorhandensein dieser Thermalquellen machten den Franklin-Gletscher-Vulkan zum Ziel geothermaler Erkundung, aber aufgrund des entlegenen Ortes blieben die Untersuchungen  nur sehr oberflächlich. Die einzig verwertbare Untersuchung war die Erstellung einer bescheidenen geologischen Kartierung. Am Canyon Lake war die Errichtung eines Geothermiekraftwerks mit 50 Megawatt geplant.

## Geschichte
Die mineralogische Erkundung am Franklin-Gletscher-Vulkan wurde seit mindestens den 1960er Jahren sporadisch betrieben. Die ersten dokumentierten Arbeiten fanden durch die Kennco Exploration Limited statt, indem zunächst Claims in einer Zone mit Kupfer-Molybdän-Vorkommen im Zusammenhang mit dem Quarz-Monzonit-Stock abgesteckt wurden. Dem folgte eine geologische Kartierung, die Sammlung von Lehm- und Bodenproben zur geochemischen Untersuchung und 192 m tiefer Erkundungsbohrungen in sieben kurzen Bohrlöchern. Kennco setzte die Arbeiten nicht fort, was 1976 zum Verlust ihrer Claims führte. Das Gebiet wurde später durch die United Mineral Services Limited in Besitz genommen, welche wiederum Erkundungsbohrungen ausführte und eine Erforschung der Region veranlasste. Die United Pacific Gold Limited veranlasste 1987–1988 Grabungen, Kartierungen, geophysikalische und geochemische Probenahmen sowie eine 785 m tiefe Bohrung in neun Bohrlöchern. Bergbau-Claims wurden erneut 1996 durch  F. Onucki und J. R. Deighton zum Zweck der Aufzeichnung ertragreicher Silber-Vorkommen abgesteckt.
Der Franklin-Gletscher wurde von den kanadischen Bergsteigern Don und Phyllis Munday am 22. Juli 1930  begangen, während sie die Gletscher der Waddington Range erkundeten und kartierten. Don Munday benannte den Gletscher 1927 aufgrund seines Bezugs zum Franklin River, welcher wiederum nach einem Benjamin Franklin am Tatla Lake benannt ist.